# Alemão (calciatore 1998)
Alexandre Zurawski, meglio noto come Alemão (Campo Erê, 1º aprile 1998), è un calciatore brasiliano, attaccante del Pachuca.

## Carriera
Cresciuto nel settore giovanile del Metropolitano, ha esordito in prima squadra il 12 febbraio 2017, nella partita del Campionato Catarinense pareggiata 0-0 contro l'Almirante Barroso. Il 25 febbraio successivo ha segnato la sua prima rete con il club, nella sconfitta per 5-4 sul campo del Criciúma. Non riuscendo a trovare spazio in squadra, negli anni seguenti è stato ceduto in prestito, prima ai giapponesi del Kyoto Sanga e poi nuovamente al Criciúma.
Nel 2020 è passato a titolo definitivo all'Avaí, ma anche qui, a causa dello scarso impiego, ha collezionato ulteriori esperienze in prestito, con la Juventus-SC e successivamente con il Novo Hamburgo.
Nel marzo del 2022 è stato acquistato dall'Internacional di Porto Alegre, con cui ha debuttato il 6 aprile seguente, nel pareggio per 2-2 contro il Nueve de Octubre in Coppa Sudamericana. Il 10 aprile ha esordito anche nel Brasileirão, nella sconfitta esterna per 2-0 contro l'Atlético Mineiro, mentre sette giorni dopo ha segnato il suo primo gol in campionato, nella vittoria per 2-1 contro il Fortaleza. Il 26 aprile ha trovato anche la sua prima rete nelle competizioni continentali, firmando il gol decisivo nell'1-0 contro l'Independiente Medellín.

## Statistiche

### Presenze e reti nei club
Statistiche aggiornate al 26 maggio 2022.
| Stagione             | Squadra              | Campionato           | Campionato | Campionato | Coppe nazionali | Coppe nazionali | Coppe nazionali | Coppe continentali | Coppe continentali | Coppe continentali | Altre coppe | Altre coppe | Altre coppe | Totale | Totale |
| Stagione             | Squadra              | Comp                 | Pres       | Reti       | Comp            | Pres            | Reti            | Comp               | Pres               | Reti               | Comp        | Pres        | Reti        | Pres   | Reti   |
| -------------------- | -------------------- | -------------------- | ---------- | ---------- | --------------- | --------------- | --------------- | ------------------ | ------------------ | ------------------ | ----------- | ----------- | ----------- | ------ | ------ |
| 2017                 | Metropolitano        | PD/SC                | 5          | 1          |                 | -               | -               |                    | -                  | -                  |             | -           | -           | 5      | 1      |
| 2018                 | Kyoto Sanga          | J2                   | 0          | 0          | CG              | 0               | 0               |                    | -                  | -                  |             | -           | -           | 0      | 0      |
| 2019                 | Criciúma             | PD/SC                | 1          | 0          | CB              | 0               | 0               |                    | -                  | -                  |             | -           | -           | 1      | 0      |
| 2020                 | Avaí                 | PD/SC                | 3          | 0          | CB              | 1               | 0               |                    | -                  | -                  |             | -           | -           | 4      | 0      |
| 2021                 | Juventus-SC          | PD/SC                | 2          | 2          |                 | -               | -               |                    | -                  | -                  |             | -           | -           | 2      | 2      |
| 2022                 | Novo Hamburgo        | PD/RS                | 7          | 2          |                 | -               | -               |                    | -                  | -                  |             | -           | -           | 7      | 2      |
| 2022                 | Internacional        | PD/RS+A              | 7+34       | 2+8        | CB              | 0               | 0               | CS                 | 8                  | 2                  |             | -           | -           | 49     | 12     |
| 2023                 | Internacional        | PD/RS+A              | 11+9       | 2+1        | CB              | 4               | 0               | CL                 | 5                  | 1                  |             | -           | -           | 29     | 4      |
| Totale Internacional | Totale Internacional | Totale Internacional | 61         | 13         |                 | 4               | 0               |                    | 13                 | 3                  |             | -           | -           | 78     | 16     |
| 2023-2024            | Real Oviedo          | SD                   | 3          | 0          | CR              | 0               | 0               |                    | -                  | -                  |             | -           | -           | 3      | 0      |
| Totale carriera      | Totale carriera      | Totale carriera      | 75         | 16         |                 | 5               | 0               |                    | 13                 | 3                  |             | -           | -           | 93     | 19     |